# نديجيميبر
نديجيميبر، (بالإنجليزية: Nedjemibre)‏ هو فرعون مصري حكم لفترة وجيزة من الأسرة الثالثة عشر في مصر القديمة خلال الفترة الوسيطة الثانية، حكم خلال 1780 ق.م. أو 1736 ق.م.
وفقاً لعالمي الآثار، كيم ريهولت وداريل بيكر، قيل إنه كان الفرعون الثاني عشر من السلالة، بينما كان ديفتليف فرانكي ويورغن فون بيكيراث يرونه الحاكم الحادي عشر.
يُعرف نديجيميبر فقط في بردية تورينو، وهي قائمة الملك التي جمعت في بداية عصر الرعامسة. يعطي الشريعة من اسمه على العمود السابع، السطر 14 (غاردينر المدخل 6.14) ويعزو له فترة قصيرة جداً من «7 أشهر»، وحقيقة أن خوانكه سوبكوتيب، خليفة نديجيميبر، هي شهادة جيدة ولا تشير أبداً إلى أن الوالدة التي قادها ريهولت قد اقترحت أن خوانكه سوبكوتيب لم يكن من المواليد الملكية واستحوذ على العرش على حساب نجيمبيري.